# .mv
.mv je vrhovna internetska domena (country code top-level domain - ccTLD) za Maldive. Domenom upravlja Dhiraagu Pvt Ltd.

## Vanjske poveznice
- IANA .mv whois informacija  Arhivirana inačica izvorne stranice od 11. lipnja 2006. (Wayback Machine)